# Пувирнитук
Пувирнитук (на френски: Rivière de Puvirnituq) е река в източната част на Канада, най-северната част на провинции Квебек, вливаща се в североизточната част на Хъдсъновия залив. Дължината ѝ от 389 км ѝ отрежда 95-о място сред реките на Канада.
Река Пувирнитук изтича от малко безименно езеро (на 590 м н.в.), разположено в най-северната част на п-ов Унгава (северната част на провинция Квебек), на 55 североизточно от кратера Ню Квебек (Чаб). На 8 км южно от изворите ѝ се намира малкото сезонно летище Доналдсън. В горното си течение, най-напред реката тече на юг, после на запад, а след като премине през езерото Алеманд (233 м н.в.) и приеме отдясно най-големия си приток река Декомт, завива на югозапад. Малко преди устието си пресича езерото Пувирнитук (на 8 м н.в.) и при инуитското селище Пувирнитук (1457 души) се влива в залива Пувирнитук (североизточната част на Хъдсъновия залив).
Течението на Пувирнитук изобилства от теснини, бързеи, прагове и малки водопади, които предоставят идеални условия за рафтинг и реката е желана дестинация през краткия летен сезон за стотици каякари, които кацат на летището Доналдсън и продължават с лодките си надолу по реката.
Площта на водосборния басейн на Пувирнитук е 28 500 km2, като на север граничи с водосборните басейни на малки реки, ввливащи се директно в Хъдсъновия залив и Хъдсъновия проток, а на юг — с водосборните басейни на реките Когалук (вливаща се залива Хъдсъновия залив) и Арно (вливаща се в залива Унгава).
Многогодишният среден дебит в устието на Пувирнитук е 480 m3/s. Максималният отток на реката е през юни и юли, а минималния през февруари-март. Снежно-дъждовно подхранване. От ноември до края на април-началото на май реката замръзва.